# Condado de Osceola (Míchigan)
El condado de Osceola (en inglés: Osceola County), fundado en 1840, es un condado del estado estadounidense de Míchigan. En el año 2000 tenía una población de 23.197 habitantes con una densidad de población de 16 personas por km². La sede del condado es Reed City.

## Geografía
Según la oficina del censo el condado tiene una superficie total de 1484 km² (573 mi²), de los que 1466 km² (566 mi²) son tierra y 18 km² (6,9 mi²) (1,24%) son agua. 

### Condados adyacentes
- Condado de Missaukee - noreste
- Condado de Wexford - noroeste
- Condado de Clare - este
- Condado de Lake - oeste
- Condado de Mecosta - sur

### Principales carreteras y autopistas
- U.S. Autopista 10
- U.S. Autopista 131
- Carretera estatal 61
- Carretera estatal 66
- Carretera estatal 115

## Demografía
Según el censo del 2000 la renta per cápita media de los habitantes del condado era de 34.102 dólares y el ingreso medio de una familia era de 39.205 dólares. En el año 2000 los hombres tenían unos ingresos anuales 29.837 dólares frente a los 22.278 dólares que percibían las mujeres. El ingreso por habitante era de 15.632 dólares y alrededor de un 12,70% de la población estaba bajo el umbral de pobreza nacional.

## Lugares

### Ciudades
- Evart
- Reed City

### Villas
- Hersey
- Le Roy
- Marion
- Tustin

### Comunidades no incorporadas
- Sears

### Municipios
| - Municipio de Burdell - Municipio de Cedar - Municipio de Evart - Municipio de Hartwick | - Municipio de Hersey - Municipio de Highland - Municipio de Le Roy - Municipio de Lincoln | - Municipio de Marion - Municipio de Middle Branch - Municipio de Orient - Municipio de Osceola | - Municipio de Richmond - Municipio de Rose Lake - Municipio de Sherman - Municipio de Sylvan |